# Листяний ліс

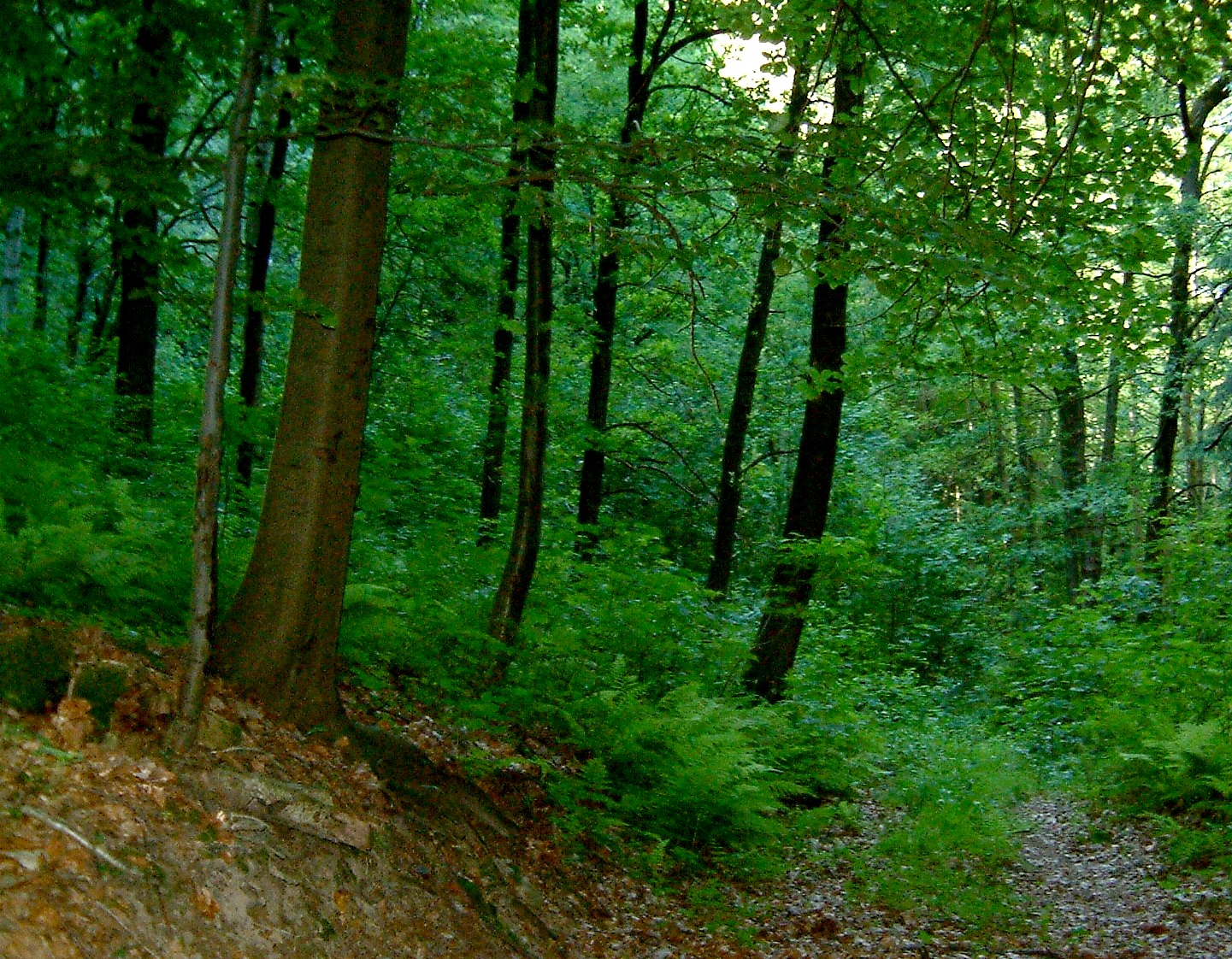
Листяний ліс у Німеччині

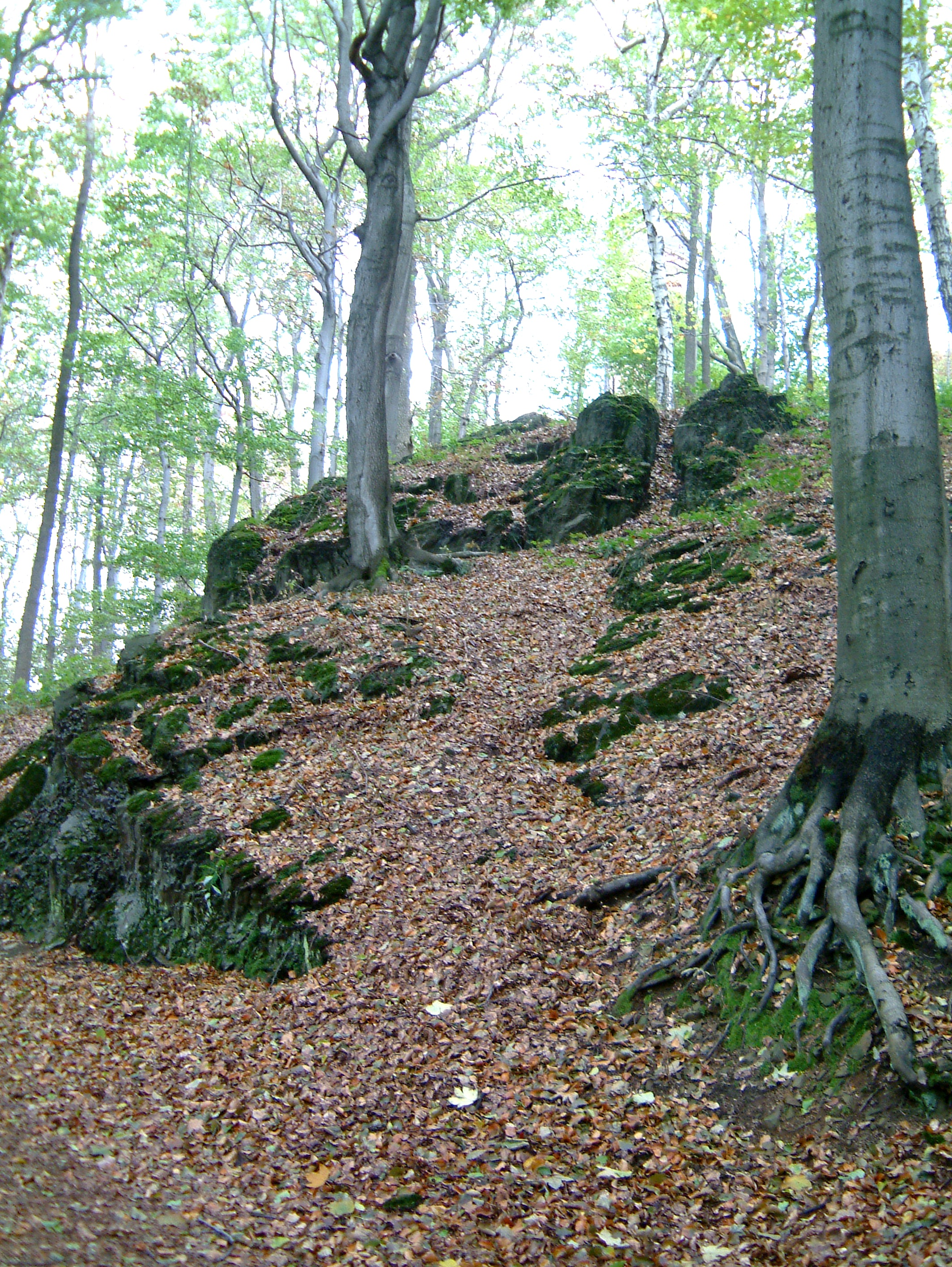
Листопад у Верхній Лужиці

Листяний ліс — ліс, що складається з листяних порід дерев та чагарників. Також називають листопадним або літньозеленим за характерне щорічне скидання листя перед настанням холодів.
На частку листяних лісів в Європі припадає 24%.

## Поширення
Зона листяних лісів краще розвинена у Північній півкулі і розташована на південь від зони бореальних хвойних лісів помірно холодного клімату, південна межа яких проходить між 50 ° і 60 ° N, але не охоплює всю територію власне помірної зони. Вона включає Західну Європу (на північ від 43 ° -44 ° N), Центральну Європу, Південну Скандинавію, виклинюється у Східній Європі до Південного Уралу, вузькою смугою проходить у широтному напрямку по півдню Західного Сибіру і після перерви - широкою (до 1000 км) меридіональною смугою вздовж узбережжя Східної Азії від Янцзи до 54 ° N; ізольовані ділянки цієї зони є на Кавказі і Південній Камчатці.
В Європі листяні ліси заходять далеко на північ, у західній частині свого ареалу навіть північше 58 ° N, що пов'язано зі сприятливим впливом Гольфстриму. Листяні ліси в Європі простягаються уздовж атлантичного узбережжя, починаючи від північної частини Піренейського півострова і закінчуючи Південною Скандинавією; у Східній Європі, де відчувається вплив континентального клімату, листяні ліси починають виклинюватися вже у районі Дніпра; таким чином область поширення їх на Європейському континенті нагадує за формою трикутник. У Західній Європі листяні ліси представлені приатлантичними вересовими пустощами, як крайнім ступенем деградації листяного лісу, ліси збереглися в такому густонаселеному районі, як Центральна Європа, лише невеликими обмеженими зонами, на схід їх змінюють мішані ліси.
У Північній Америці листяні ліси розвинені на східному узбережжі, де вони тягнуться смугою до 1000 км від Північної Флориди (від нижньої течії річки Огайо і схилів південної частини Аппалачів) до 50° N (на південь від провінції Онтаріо і південній частині провінції Квебек). Листяні ліси у Північній Америці і Східній Азії обмежені з півдня субтропічними вологими лісами Флориди або Східного Китаю, а з півночі - бореальними хвойними лісами; у перехідних зонах переважають мішані ліси.
У Південній півкулі листяні ліси зустрічаються у південній частині Середнього Чилі і на Вогненній Землі. Південна межа листяних лісів в Чилі проходить у поздовжній долині по 41° 30'S, у берегових хребтах - по 40° S, на західному схилі Анд - по 39° S. Ці ліси також є на двох високих вершинах берегового хребта Кампана і Роблес, далеко на північ від основної зони, між 39° і 40° S вони переходять на аргентинську сторону Анд.

### Клімат
Зона поширення листяних лісів характеризується помірним кліматом, з чергуванням літнього, осіннього, зимового та весняного періодів. Півострівний характер Західної Європи обумовлює вплив океану на клімат. Переважаючі західні вітри приносять вологу всередину континенту, а панівні теплі океанічні течії запобігають утворенню криги біля узбережжя Західної Європи на південь від мису Нордкап. У західній частині Європи зимові температури на 20° вище середньої температури для відповідної широти. Чим далі вглиб континенту, тим сильніше прояви континентального клімату з холодною зимою і спекотним літом. Нульова ізотерма, що обмежує безморозний клімат, проходить від мису Нордкап у Норвегії на південь до Гамбургу і Альп, перетинає Балкани і Крим, доходить до міста Баку на Каспійському морі. Безморозний період триває від 200-208 днів на заході до 120 днів на сході європейської частини зони листяних лісів. Середня температура влітку на 55° N становить 21°C, в той же час на Середземноморському узбережжі бувають три спекотних місяці, коли температура перевищує 21°C. Річна кількість опадів в горах і на частині західного узбережжя перевищує 1500 мм на рік. У Піренеях, Альпах, Карпатах і на Кавказі є місця, де річна кількість опадів сягає 1000-1200 мм на рік. На більшій частині території Європи річна кількість опадів сягає 500 — 1000 мм на рік. Відносно м'який клімат має Далекий Схід Росії, де впливає Тихий океан.
У Північній Америці клімат неоднаковий у різних районах через великий розмір континенту. У зоні помірного клімату літні періоди спекотніше, а зими холодніше, ніж в Європі. Переважаючі північно-західні вітри дмуть з Тихого океану і створюють на західному узбережжі м'який і рівний клімат. У цій та інших прибережних зонах атмосферні опади рясні, всередині континенту опадів випадає менше.

## Характеристики
Ліси цього типу високі, 25-40 м, представлені в основному двома ярусами дерев, ярусом чагарників і трав'янистим покровом, в якому можна також виділити два - три яруси по висоті трав. Характерною рисою листяного лісу є переважання видового різноманіття трав над різноманітністю дерев.
Дерева листяного лісу сильно розгалужуються (до 6-8 порядків), утворюючи густу крону. Листові пластинки дерев зазвичай прості, лопатеві або зубчасті по краю, зрідка складні. Вони тонкі і не пристосовані для перенесення ні сильних посух, ні морозів, тому при настанні несприятливого періоду скидаються, взимку всі дерева листяного лісу скидають листя.
розрізняють:
- Широколисті ліси, в яких дерева верхнього ярусу мають листя великого і середнього розміру, вони відрізняються високою тіньовитривалістю і вимогливістю до ґрунту, світлолюбні, до них відносяться дуб, клен, липа, ясен, в'яз. Широколистяні ліси ростуть в умовах порівняно м'якого клімату, позбавленого континентальності;
- Дрібнолисті ліси, в яких переважають деревні породи мають дрібні листові пластинки, це березові, осикові і вільхові ліси. Дрібнолисті ліси більш світлолюбні і менш вимогливі до родючості ґрунту, вони також більш морозостійкі.

Крім того листяні ліси поділяються на монодомінантні і полідомінантні. Ліси Північної Америки, Чилі та Східної Азії полідомінантні, представлені багатьма породами дерев, а в Європі, Сибіру, на Камчатці і Вогняної Землі монодомінантні, в них окремі види дерев переважають або утворюють свого роду зони.

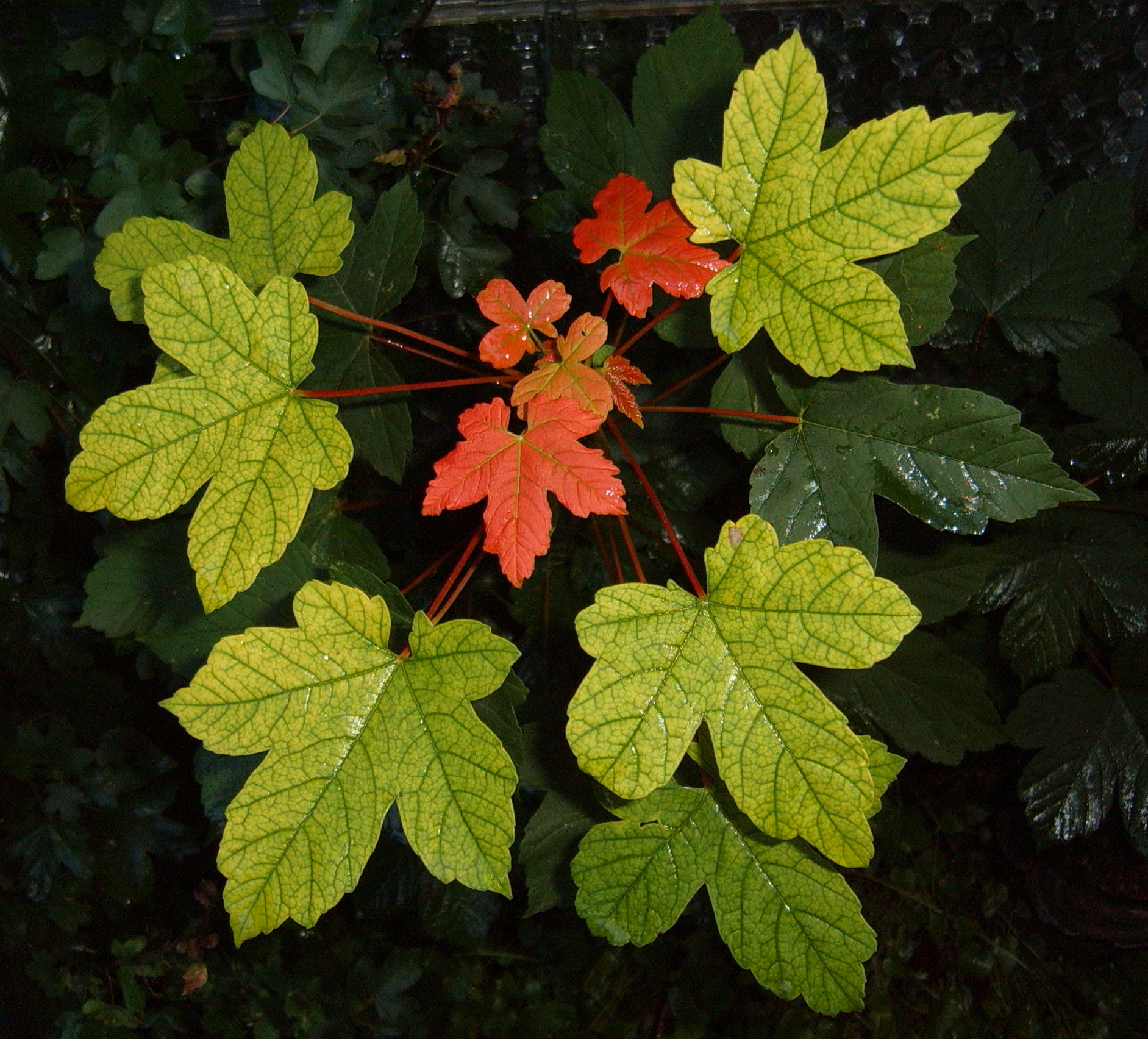
Листя явора

Широколистяні букові і дрібнолисті ліси мають всього один деревний ярус і слаборозвинений ярус чагарників, якого може й не бути. Букові тінисті ліси з потужною лісовою підстилкою частіше за інших позбавлені другого ярусу, чагарників і трав'яного покриву, утворюючи так звані мертвопокровні бучини. Другий ярус в інших широколистяних лісах складається з дерев меншої висоти. В таких лісах майже завжди добре розвинений підлісок з чагарників.
У теплих областях листяного лісу (Приатлантична Західна Європа, східна частина Китаю, Південні Аппалачі, Крим і Кавказ) у другому деревному ярусі, серед чагарників і трав зустрічаються вічнозелені види, а також ліани, як дерев'янисті, так і трав'янисті, представлені небагатьма листопадними видами з родин бобові, жимолостеві, виноградові, бруслинові тощо.
Ліси можуть бути первинними, або корінними і вторинними. Вторинні ліси частіше бувають дрібнолистими і виникають на місці знищених пожежами, через напад шкідливих комах, вирубки їх людиною і з інших причин хвойних і широколистяних лісів. Дерева дрібнолистих лісів світлолюбніші і зимостійкі, а також не вимогливі до ґрунту в порівнянні з широколистяними деревами, тому вони з'являються першими у вторинних лісах, на місцевості зі зміненим мікрокліматом в результаті загибелі корінних лісів. З цієї ж причини берези і осики ростуть на околицях корінних хвойних і широколистяних лісів.
Незважаючи на щорічний опад листя, у цих лісах, підстилка розвинена слабо, так як в умовах досить теплого клімату вона швидко розкладається. Ґрунт в таких лісах, на відміну від хвойних, в основному близький до нейтрального по кислотності, що забезпечує умови для формування гумусу земляними хробаками і бактеріями. З цієї причини майже весь листяний опад розкладається, утворюючи родючий гумусовий горизонт. Опале восени листя покриває поверхню ґрунту рівним шаром і перешкоджає зростанню мохів, тому у листяному лісі мохи ростуть тільки у підстав дерев або на виступаючих місцях.
Ґрунти в лісах помірної зони можуть бути підзолисті, лесовиді, парабуроземи, бурі лісові ґрунти, темно і світло-сірі лісові ґрунти, ранкери, гумусовані карбонатні ґрунти, глейові ґрунти і слаборозвинені ґрунти середовища існування піонерних порід
Особливий мікроклімат, який створюється в листяному лісі, створює умови для поселення грибів, ягід, різних трав'янистих рослин. У лісі живуть численні корисні і шкідливі комахи, птахи тощо. Всі мешканці листяного лісу існують у взаємній залежності і утворюють цілісну екосистему листяного лісу.

## Склад

### Флора
Флористичне багатство і склад листяних лісів залежать від широти і віддаленості від океану. Склад європейсько-сибірської частини цих лісів, особливо їх деревного ярусу, значно збіднений внаслідок розвитку у четвертинний період покривного заледеніння. За винятком бука, граба і двох видів дуба, жодна деревина не домінує в цих лісах. Ясен, клен, а також липа і в'яз зустрічаються в цих лісах часто, інші види мають підлегле значення.
Листяні ліси Північної Америки та Східної Азії, в тому числі Далекого Сходу Росії, які є залишками аркотретичної флори пліоцену, відрізняються винятковою різноманітністю видового складу і самобутністю флори і фауни. Колхідські ліси також є залишками аркотретичної флори.

#### Дерева і чагарники

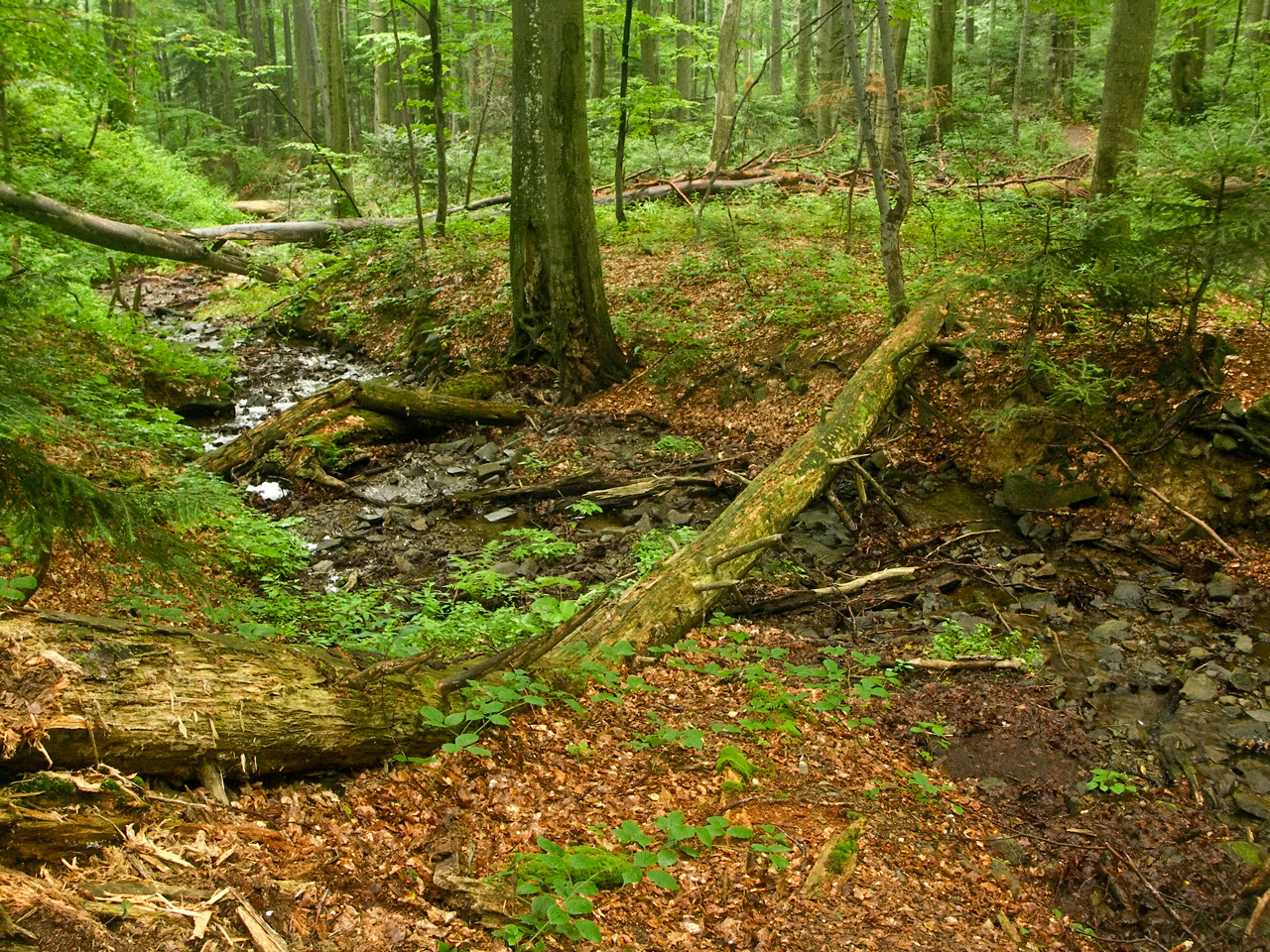
Буковий ліс у Карпатах, Словаччина

У Центральній Європі домінантною деревоутворючою породою є бук. Бук втрачає своє панування у приатлантичних областях і в посушливих частинах Центральної Європи, наприклад на Верхньорейнській низовині і в межиріччі Заале і Ельби, у Середній Чехії і Південній Моравії. Бук нерідко утворює верхню межу гірського лісового поясу. На зволожених і легких піщаних ґрунтах, на сухих скелях розвиваються дубово-грабові ліси. На схід від межі поширення бука починає панувати граб. Це спостерігається у межиріччі Вісли, Середнього Дністра та Дніпра. Реліктовий дубовий ліс зберігся на берегах Дінця. Далі на схід граб витісняється дубом звичайним.
Майже всю Східноєвропейську рівнину, за винятком Прикарпаття і Передуралля, займають східноєвропейські дубові ліси, що утворюють вузьку смугу між степом на півдні і мішаними лісами на півночі. Вони створюють тут особливу зону, зустрічаючись окремими ділянками на північ і на південь від неї. У деревостані цієї зони панує дуб звичайний з домішкою липи, ясеня, в'язу, клена гостролистого і польового. На заході до цих порід приєднуються граб, явір, черешня і деякі інші види. У південних районах до дуба домішується берест, а у долинах річок - в'яз гладкий і вільха чорна. У підліску переважають ліщина, бруслина бородавчаста та глід. На північ, південь і особливо на схід деревостани помітно збіднюється, багато супутників дуба зустрічаються все рідше або зовсім зникають. У Заволжі, наприклад, немає ясена, клена польового, зате частіше починають зустрічатися липа, ільм та клен гостролистий.
Ліси з вільхи чорної зустрічаються на терасових пониженнях великих річок і по долинах дрібних річечок. Особливо вони поширені у Поліссі і Мещері, де річки мають слаборозвинені долини з низькими берегами. Ліси з чорної вільхи зазвичай приурочені до територій з проточним зволоженням і багатими ґрунтами. Іноді їх відносять до низинних боліт.
Підзона монодомінантних листяних лісів, представлена в Європейській частині Росії головним чином буком і дубом, охоплює західне передгір'я Карпат, Східні Карпати, Прикарпатську рівнину, Подільську і Бессарабську височини, Молдову, Львівську, Тернопільську і Хмельницьку області, Крим, а також частину Північного Кавказу (до 600-800 м над рівнем моря) і Закавказзя. У Прикарпатті поширені ліси з дуба, бука та в'яза. Східноєвропейські ліси відокремлені степовою зоною від листяних лісів північного схилу гір Криму та Кавказу. Тут зональність виражена у зворотній послідовності: степ змінюється лісостепом, потім на південь від йдуть листяні ліси, дубові ліси, які змінюються буковими лісами аж до колхідських лісів.
На Бессарабській і Кам'янець-Подільській височинах ростуть дуби звичайний і скельний, у південній частині - дуб пухнастий, явір, береза. Важливу роль відіграє також граб.

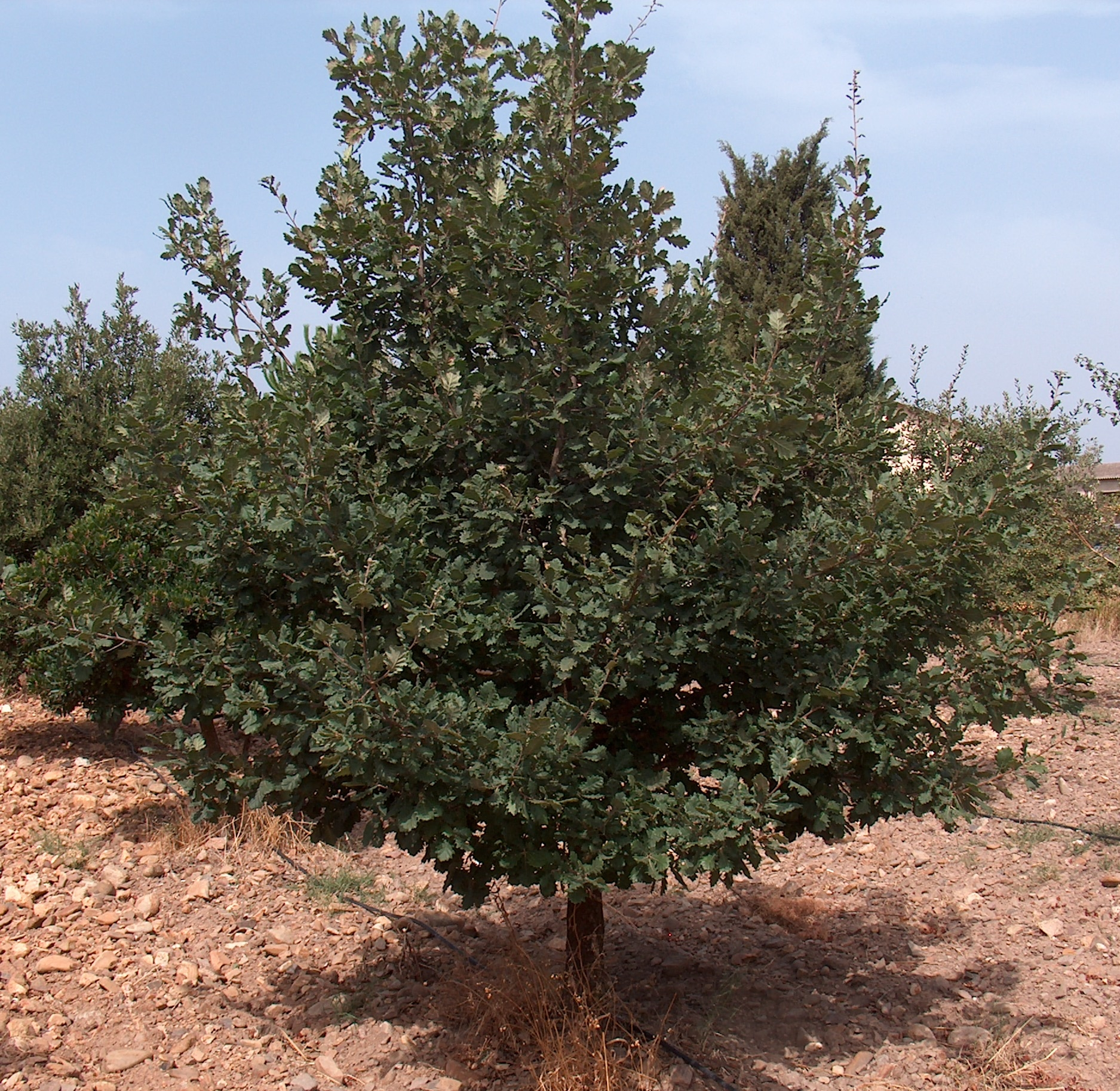
Дуб пухнастий на острові Сардинія, Італія

Ліси з дуба пухнастого (середземноморське низькоросле дерево до 8-10 м заввишки) ростуть переважно в Криму (в основному на південному схилі Головного пасма, у нижній його частині) і на півночі Чорноморського узбережжя Кавказу (в районі Новоросійська). Його супроводжують граб східний, клен польовий, берест, фісташка туполиста, ясен гостроплодний (Fraxinus angustifolia subsp. oxycarpa), Juniperus oxycedrus. Подекуди до них домішується ялівець звичайний. У підліску зустрічаються скумпія, бирючина, кизил, сумах дубильний, держидерево, іглиця, шипшина і глоди. Ліси з пухнастого дуба зустрічаються також в Молдавії і в передгірних районах Дагестану.
Ліси з дуба скельного звичайні у Гірському Криму (переважно на північних схилах) і на Північному Кавказі (у нижньому гірському поясі, до 600-800 м над рівнем моря). Дуба скельного супроводжують дуб звичайний, берест, клен польовий, яблуня дика, черешня, груша і види бука. Підлісок дуже різноманітний і складається з ліщини, бруслини європейської, кизилу, свидини тощо. Часто чагарниковий ярус виражений слабо. У деяких районах Передкавказзя (басейн Кубані) підлісок утворений рододендроном жовтим. У приморських районах Південного Криму у яливцево-дубових лісах ростуть вічнозелені суничне дерево і чист.
У Закавказзі широко поширені дуб скельний і бук східний з домішкою явора, клена польового, береста, каштана. Часто в цих лісах розвинений другий ярус здебільшого з граба східного. У підліску ростуть ліщина і рододендрон жовтий, у Західному Закавказзі ще й рододендрон понтійський, рускус і деякі інші чагарники. Бук східний часто зустрічається і на Північному Кавказі.

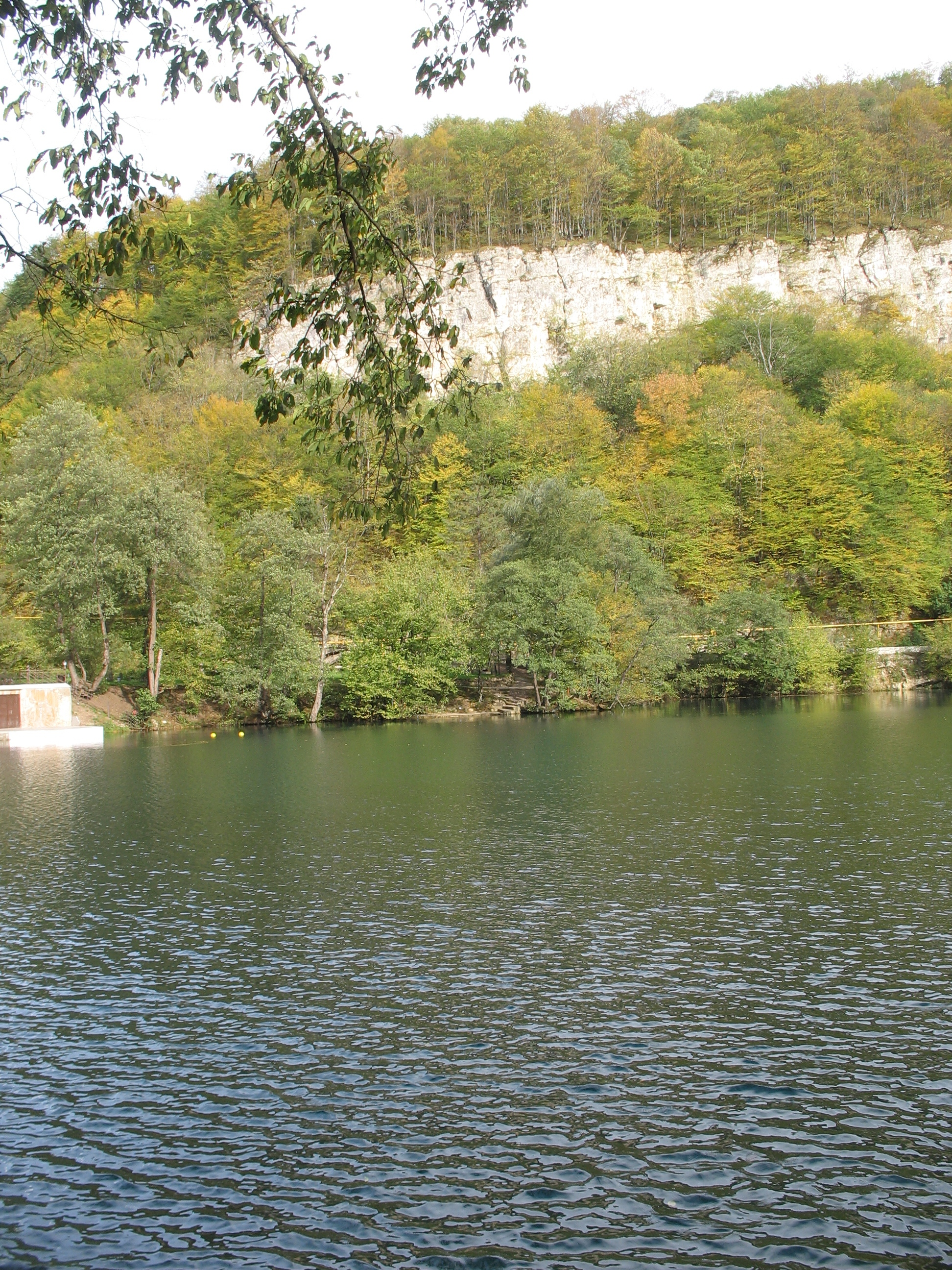
Листяний ліс, Нижнє Блакитне озеро, Кабардино-Балкарія

У Карпатах букові ліси утворені буком європейським з домішкою граба, явора, дуба скельного, клена гостролистого і інших порід; місцями до них приєднуються ялина і ялиця. Чагарники зазвичай ростуть окремими екземплярами і не утворюють суцільного ярусу.
У Криму букові ліси займають в основному північні схили гір. Домішкою до них є липа, ясен, граб, осика. Чагарниковий ярус майже завжди відсутній.
На Кавказі букові ліси ростуть у середньому поясі гір - від 500 м над рівнем моря до верхньої межі лісового поясу. Крім бука тут зустрічаються граб, липа, явір, ясен тощо.
У Західному Закавказзі до них домішується каштан. Чагарникового ярусу зазвичай немає, тільки у Західному Закавказзі розвивається вічнозелений підлісок з лавровишні, рододендрона понтійського, чорниці кавказької і падуба.
Ближче до верхньої межі лісу букові ліси і в Криму, і на Кавказі набувають характеру низькорослого криволісся з густим і різноманітним травостоєм.
Невеликі острівці букових лісів зустрічаються на Поділлі та у Молдавії.
Північні монодомінантні лісу утворюють гірські пояси на Уралі і Сіхоте-Аліні - з липи, на Алтаї і в Саянах - з берези і осики.

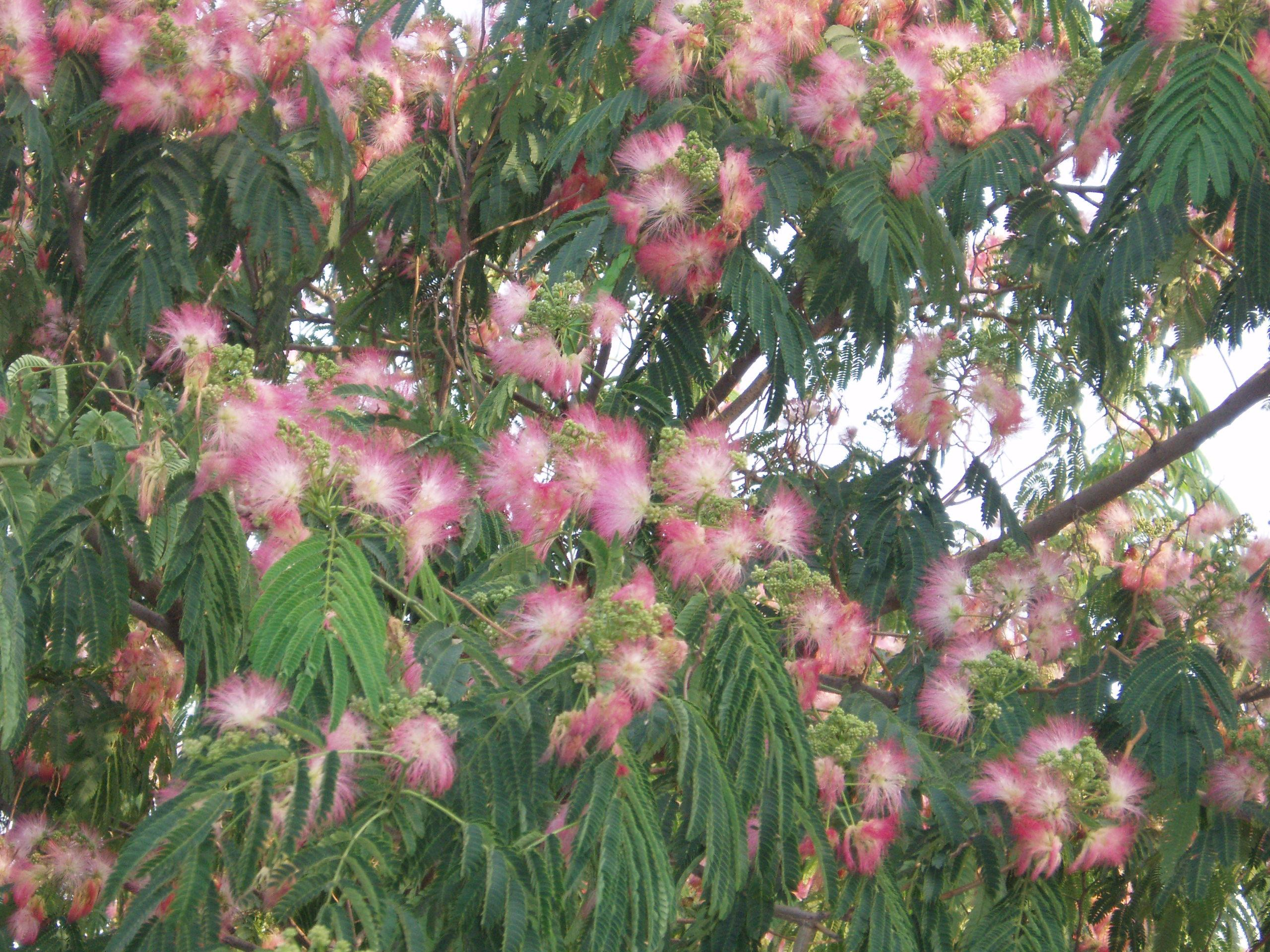
Альбіція іранська

Дуже своєрідні ліси з Quércus castaneifólia у Талиських горах у південній частині Азербайджану. До дуба домішується, поряд з грабом і декількома видами клена і груші, деякі субтропічні породи: Альбіція іранська, Zelkova, хурма, Ficus hyrcana; другий ярус утворює парротія; чагарниковий ярус складається з Rúscus hyrcanus, Danaë, мушмули, береки, падубу, глоду; з ліан зустрічаються сарсапарель і ожина.
У Колхіді та інших районах Закавказзя зустрічаються первинні ліси з Álnus barbáta з підліском з самшита, падуба. Особливий клімат Колхіди сприяє зростанню різних видів деревних листяних рослин, включаючи і вічнозелені. Серед них багато реліктів третинного періоду і ендеміків. Колхидські ліси тягнуться від Колхіди через всю Малу Азію уздовж південного узбережжя Чорного моря і діляться на власне Колхидський, або Колхідсько-Середземноморський, нижчий щабель і вищерозташовану Колхідсько-Центральноєвропейський щабель. У нижній сходинці панують дуб, каштан і липа срібляста. У верхньому щаблі домінує бук, у більш освітлених місцях разом з ним ростуть граб, Ostrya, клен польовий тощо. Для обох ступенів колхидських лісів характерна наявність вічнозеленого підліска, представленого рододендроном понтійським, падубом гостролистим тощо. У деяких місцях рододендрон утворює непрохідні хащі. З ліан на освітлених місцях зустрічаються сарсапарель і ожина.
У Західному Передураллі основний лісовими породами стає липа, до якої у великій кількості домішуються в'яз і клен гостролистий. Підлісок утворено ліщиною, жимолостю лісовою, черемхою і деякими іншими чагарниками. Липові ліси зустрічаються подекуди і на захід від річки Білої.

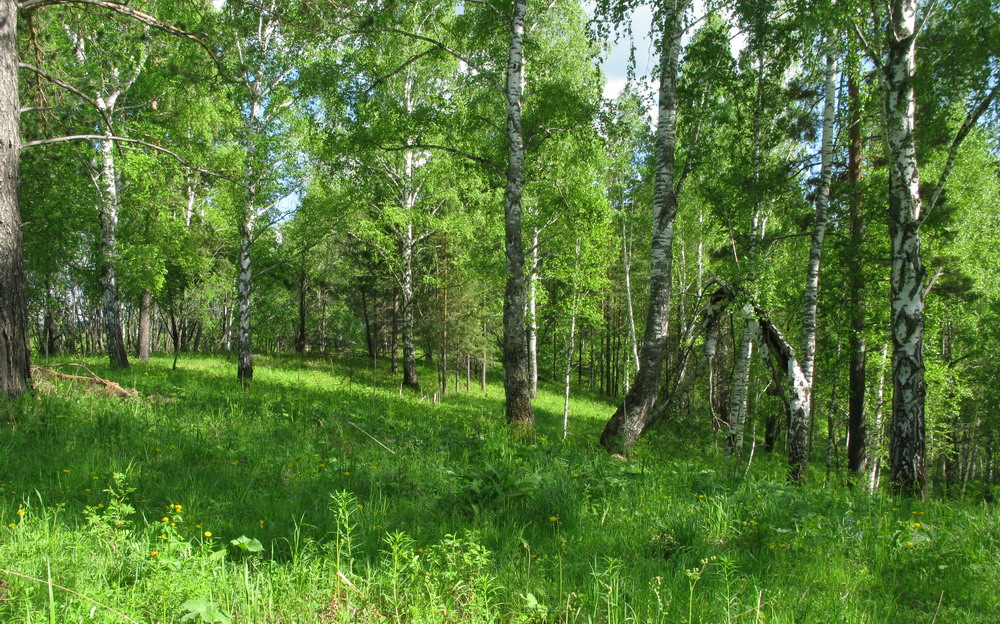
Березняк, Західний Саян, Росія, 330 м над рівнем моря

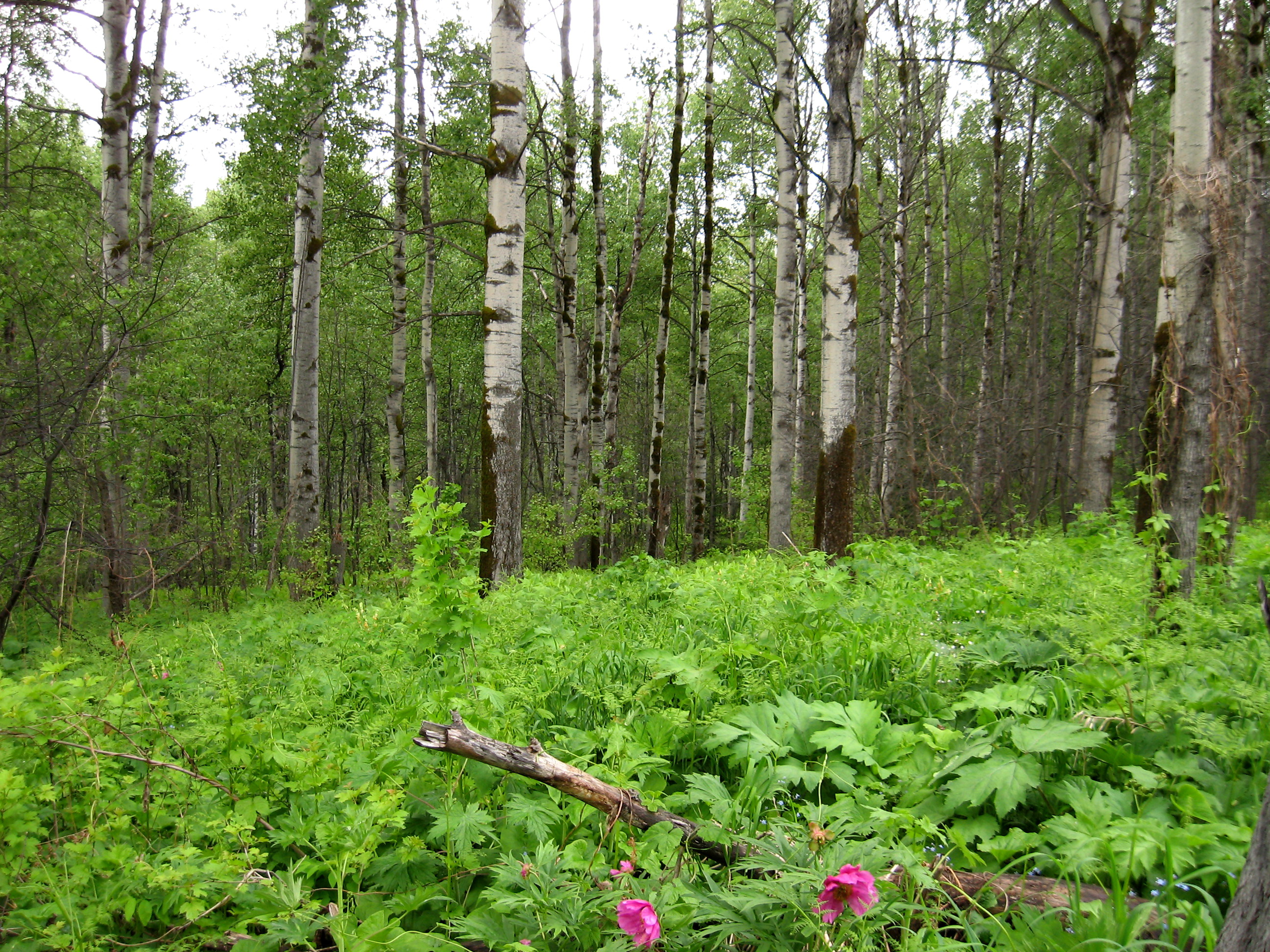
Осиковий гай, хребет Веховий, Західний Саян, Росія

Північна монодомінантна підзона у Сибіру поступово виклинюється аж до Середньосибірського плоскогір'я і складається з березових і осикових лісів. Березові ліси складають 60% всієї площі листяних лісів території колишнього СРСР, осикові - до 13%, потім - дубові та букові ліси. На півночі тайгової зони Росії поширені ліси з берези пухнастої, у середній і південній частині - ліси з берези повислої і осики. Великі масиви таких лісів, які є вторинними, існують біля великих промислових центрів Європейської частини Росії, Уралу і Алтаю. У смузі південної тайги у підліску березових лісів зустрічаються липа, клен гостролистий, ліщина, бруслина бородавчаста, жимолость. Березові і осикові ліси півдня Західного Сибіру є корінними, вони тягнуться широкою смугою від Уралу до Мінусинської улоговини і замінюють відсутню у Західному Сибіру зону широколистяних лісів. Основу західносибірських осикових лісів складають береза повисла, осика, а також береза пухнаста. На дренованих ділянках поширені березняки-зеленомоховики. На менш дренованих плоских ділянках вододілів зустрічаються березняки-довгомоховики. Найзволоженіші березняки вододілів зайняті сфагновими березняками. На півночі цієї зони поширені високостовбурні ліси з підліском з черемхи, горобини, різних видів шипшини та верб. У Західному Сибіру і Гірській Шорії зустрічаються острови липових лісів, основу яких складає Tilia sibirica.
Вторинні лісу з вільхи сірої зустрічаються тільки в зоні хвойних лісів і тільки на місці ялинників. У північній частині тайги в них звичайний підлісок з ялівцю. Нерідко сероольшаннікі зустрічаються на узліссях між хвойним лісом і лугом.
На Далекому Сході ліси цієї підзони в основному липові. Вони складають нижній лісовий пояс передгір'їв Сіхоте-Аліня і Малого Хінгану. «Паркові» березові ліси займають більшу частину Камчатки і північне узбережжя Охотського моря від Ямської губи до Охотська, зустрічаються також на Сахаліні і Курильських островах. Основу їх становить Betula ermanii - повільно зростаюче дерево, що досягає висоти 12-15 м, в оптимальних умовах - до 20 м. У морського і океанського узбережжя і біля верхньої межі лісу стовбури беріз нерідко сильно викривлені. У підліску каменноберезових лісів на Камчатці зростає Sorbus sambucifolia, жимолость синя і Lonícera chamissoi, Rosa amblyotis, Spiraea betulifolia, Sambucus kamtschatica, вище в гори з'являються Alnus fruticosa і кедровий сланець. На узліссях, уздовж струмків і у розріджених лісах розвивається потужне високотрав'я (заввишки до 2-3,5 метрів) з Filipendula kamtschatica, Heracleum maximum, Senecio cannabifolius, Cacalia kamtschatica, бугили лісової, Angelica genuflexa, Angelica ursina тощо.
На південному заході острова Сахалін і на південних Курилах (Кунашир і Ітуруп) ростуть хвойно-широколистяні ліси, деревостани яких складають дуб монгольський (Сахалін) і Quercus crispula, Acer mayri і Acer ukurunduense, Ulmus japonica, Fraxinus mandshurica, Abies sachalinensis і Picea glehnii, Kalopanax septemlobus, Malus sachalinensis, Prunus maximowiczii,  Padus ssiorii,  Prunus sachalinensis тощо. На Кунаширі зустрічається Magnolia obovata - теплолюбне реліктове дерево. У підліску ростуть різні види бруслини і калини, Rosa amblyotis, Prunus kurilensis, аралія висока, Rhododendron fauriei (Кунашир), численні ліани - Toxicodendron orientale, Actinidia kolomikta і Actinidia arguta, лимонник китайський, Hydrangea petiolaris тощо. Також для лісів Сахаліну і Курил властиве високотрав'я, подібне Камчатському, тільки з ще більшою кількістю видів.

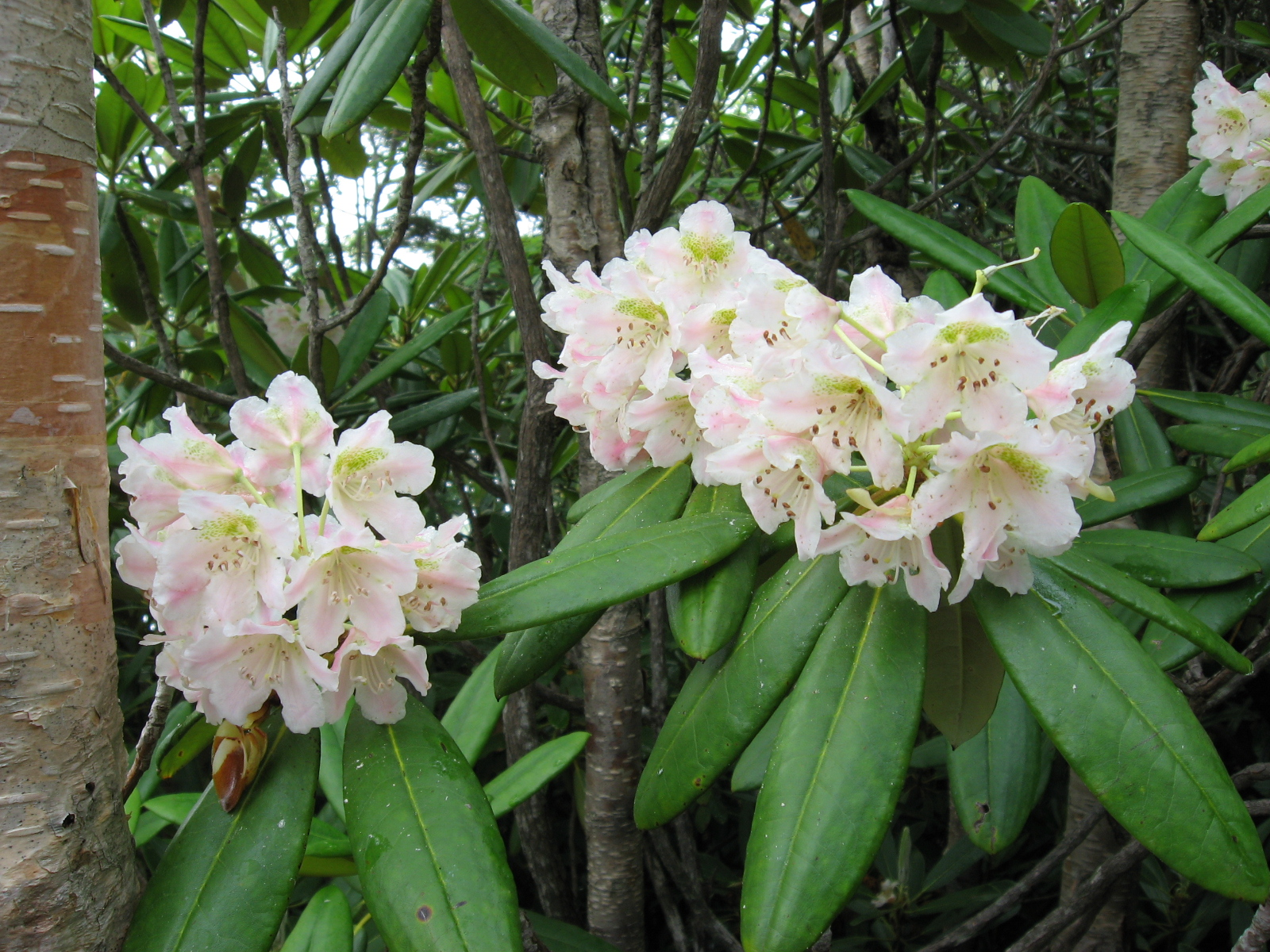
Rhododendron brachycarpum

На Далекому Сході Росії на рівнинах Приамур'я і передгір'ях Буреїнського хребта, а також у передгір'ях Сіхоте-Аліна до висоти 200-300 м над рівнем моря ростуть широколисті полідомінантні ліси. Зайнята ними територія не зазнала заледеніння, і ці ліси мають дуже багатою рослинністю, тут можна зустріти релікти третинного періоду, але дуже мало видів, властивих європейським лісам. Деревостан утворюють дуб монгольський, Tilia amurensis, Tilia taquetii, Acer mono, Acer pseudosieboldianum, Betula costata, Betula dahurica, Betula platyphylla, граб, Fraxinus rhynchophylla, калопанакс. З чагарників особливо часто зустрічаються рододендрон, Despeleza, Corylus sieboldiana і Corylus heterophylla, Spiraea ussuriensis, Euonymus pauciflora, Philadelphus, (Deutzia parviflora var. amurensis), аралія висока, Lonicera maximowiczii. Місцями рясно розростаються ліани: Vitis amurensis, Actinidia kolomikta, лимонник китайський, деревогубець, Ampelopsis тощо. У заплавних лісах ростуть в'яз, Fraxinus mandshurica, горіх маньчжурський.
У Північній Америці основними породами в листяних лісах є дуб, карія, каштан їстівний, горіх чорний, липа, ясен, в'яз, ближче до північних районів регіону переважають бук і клен. Дерева і чагарники в цих лісах дуже різноманітні і багато аборигенних видів не відомі в Європі, в той же час чимало європейських порід інтродукровано у Північну Америку.

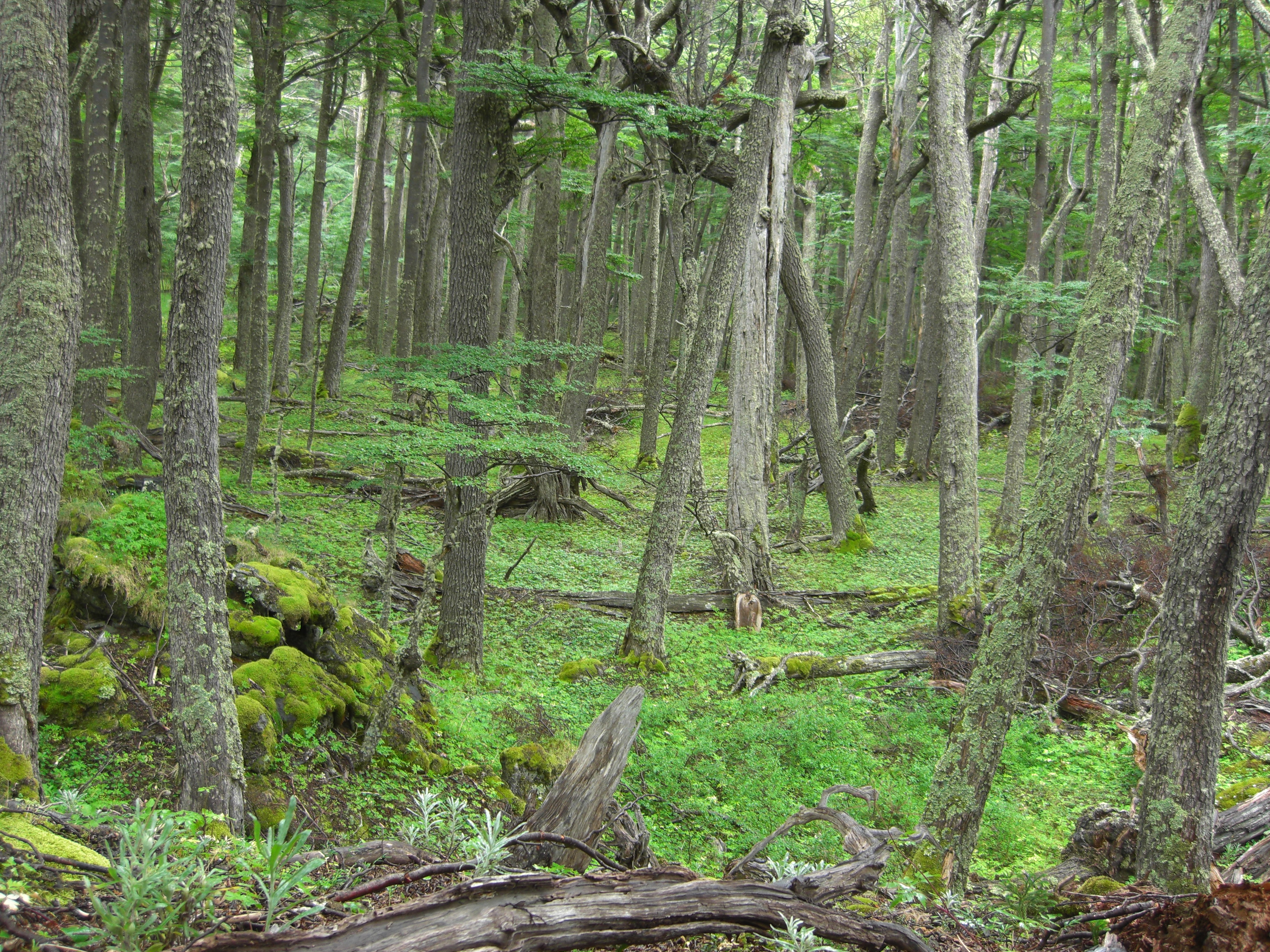
Ліси Nothofagus pumilio в Чилі

У Чилі листяні ліси утворюють рослини роду південний бук «Робле», а на південь і на вищому поясі гір Nothofagus alpina. У підліску зустрічаються багато вічнозелених видів. Ліси Nothofagus alpina вельми схожі на найкраще розвинені діброви Центральної Європи. Дерева досягають тут висоти 39-40 м. Висота Nothofagus alpina така ж. Вражають дуже потужні стовбури. Стовбур одного дерева може обхопити руками 13 осіб. Nothofagus alpina за своїм виглядом нагадують букові ліси. Такі ж ліси збереглися у західній частині острова Південний Нова Зеландія.

#### Трав'яні рослини

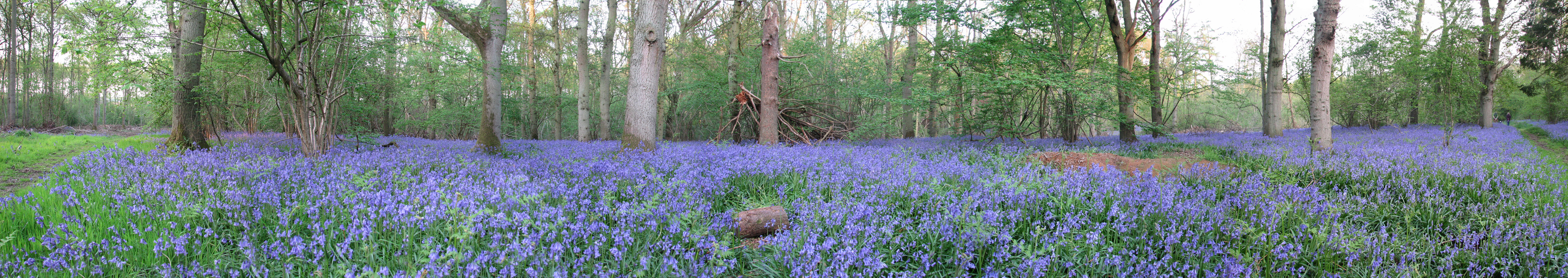
Цвітіння Hyacinthoides у листяному лісі, Нортгемптоншир, Англія

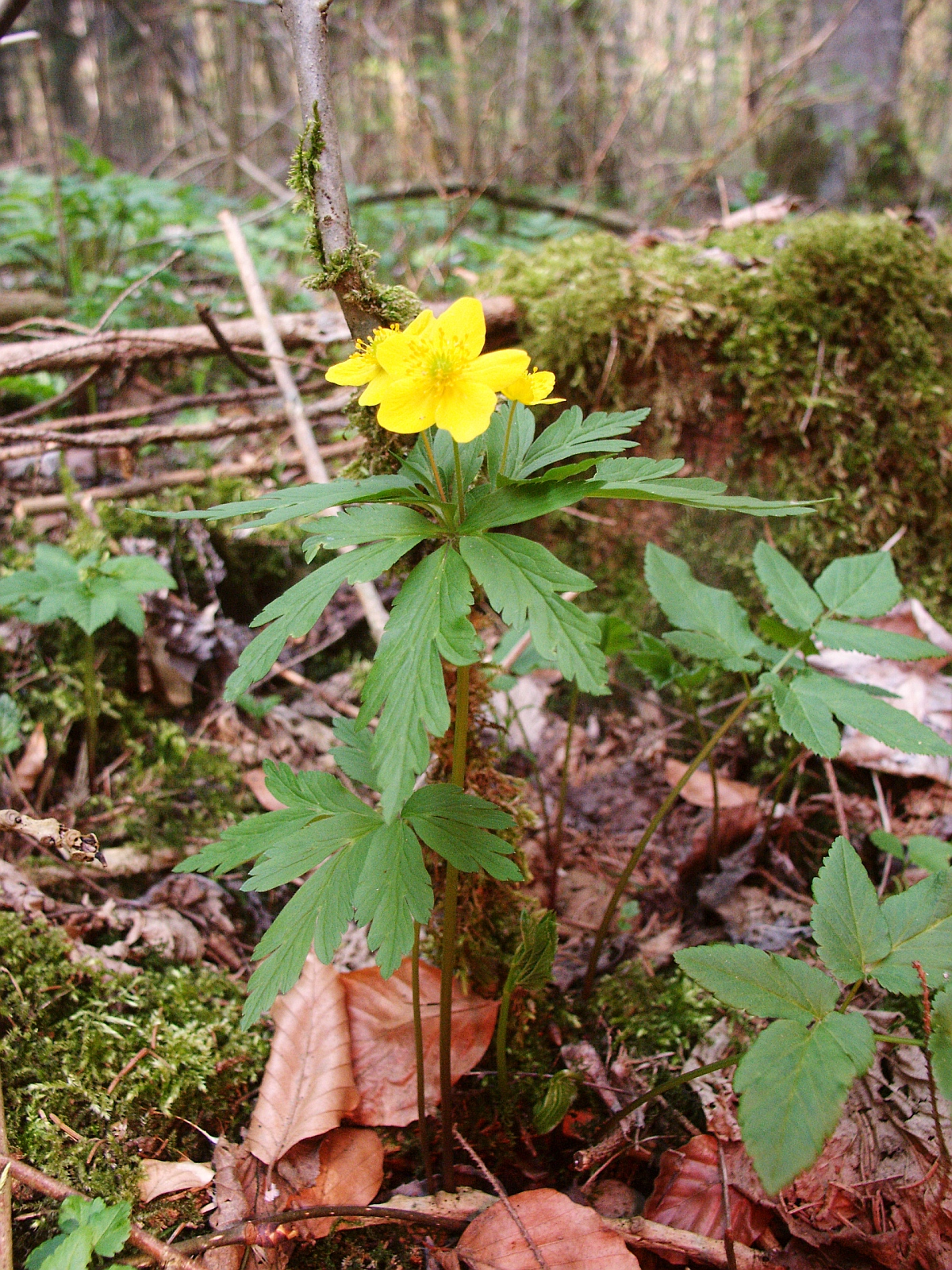
Анемона жовтецева у листяному лісі, Німеччина

Трав'янистий покрив у листяних лісах добре розвинений і багатий видами. Тут в умовах сильного затінення і хорошого розвитку листової підстилки ростуть трави з широкими і тонкими листовими пластинками, в основному геофіти, серед них багато ефемероїдів, які використовують для цвітіння період довгого світлового дня , коли дерева і чагарники ще не покрилися листям і не затуляють собою світло. Вони запасають поживні речовини в кореневищах, бульбах і цибулинах, що знаходяться на невеликій глибині. Невеликий шар лісової підстилки сприяє її швидкому прогріванню навесні, коли сонячні промені ще не затримуються листям дерев і досягають поверхні ґрунту. У цей період лісові геофіти швидко випускають облистнені пагони і цвітуть. Після цвітіння і запасання підземними органами поживних речовин всі надземні органи цих рослин відмирають, рослини переходять в період спокою. Всі трав'янисті рослини листяних лісів дуже вимогливі до ґрунту. Після того, як деревні рослини покриються листям, освітленість ґрунту і трав'яного покриву в лісі не тільки погіршується, а й стає нерівномірним, що відбивається на характері розподілу трав'яного покриву. Трав'яний покрив добре розвинений на освітлених ділянках, у затінених місцях ростуть лише деякі рослини, які найчастіше не плодоносять. Незважаючи на це, лісові трави відносять до тіньовитривалих рослин. Відмінності ж у видовому складі дубових, букових, березових та інших листяних лісів залежать в першу чергу від умов освітленості. Затемненість і захист від вітру, що створюються в лісі, сприяють стабільності вологості у поверхні ґрунту, тому трав'янисті рослини в лісі ще й гігрофіти.
У дібровах серед трав переважають яглиця, медунка темна, Mercuriális, копитняк, підмаренник запашний, зірочник лісовий, зірочник лісовий, фіалка дивовижна. Із злаків часто зустрічаються тонконіг лісовий, просянка, стоколос Бенекена, куцоніжка лісова, костриця велетенська і Festuca altissima, серед осок - осока лісова і особливо рясна місцями осока волосиста. У північніших районах і заплавних дібровах багато папоротів: безщитник жіночий, Matteuccia, щитник чоловічий. З ефемероїдів широко поширені зірочки жовті, ряст щільний, пшінка весняна, анемона жовтецева. У західніших дібровах звичайні, крім того, Dentaria bulbifera і Dentaria quinquefolia, проліска дволиста і сибірська, ряст Маршалла, місцями цибуля ведмежа.

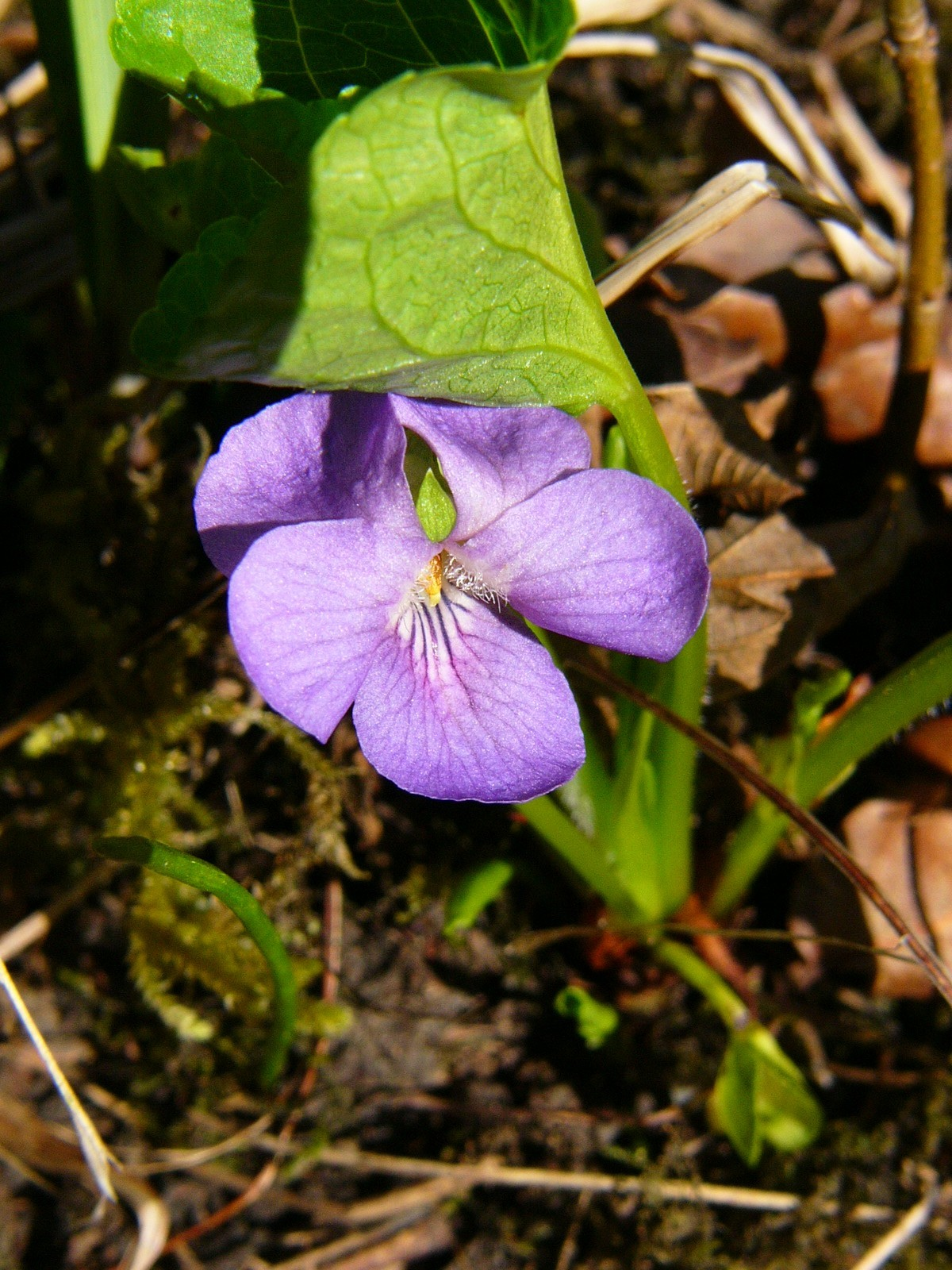
Фіалка дивовижна у листяному лісі

У листяних лісах Прикарпаття і Передкавказзя, крім звичайних дібровних тіньолюбних рослин, ростуть горобейниця пурпурово-синя, шавлія липка, медунка м'яка, Sanicula, Dictamnus, чина чорна, осока гірська тощо. Із злаків частіше зустрічаються тонконіг дібровний, грястиця, Brachypodium sylvaticum, куцоніжка пірчаста, куничник очеретяний. З ефемероїдів можна побачити проліски сибірські, пшінка, анемона, ряст, зірочки, жеруха.
У липових лісах Передуралля трав'яний покрив утворюють підмаренник запашний, зірочник лісовий, фіалка дивовижна, копитняк, яглиця тощо звичайні для листяних лісів тенелюби. На вологіших місцях ростуть чистець лісовий, Cacalia hastata, аконіт Бессера, Knautia tatarica, деякі папороті.
У лісах з пухнастого дуба всюди звичайний плющ. У вологіших тінистих місцях ростуть Brachypodium sylvaticum, грястиця, живокіст кримський та інші лісові трави. У розріджених світлих лісах переважають Achnatherum calamagrostis, типчак, Thinopyrum intermedium та посуховитривале різнотрав'я.
У лісах Талишських гір трав'яний покрив зазвичай слабко розвинено і утворено в основному злаками:  Brachypodium sylvaticum, грястиця, Poa nemoralis і осоками - лісовою і віддаленоколосковою, а також Primula heterochroma, Viola caspia, папоротями тощо.
У колхидських лісах на стовбурах дерев звичайні плющ, Dioscorea communis і Periploca, хміль, а у заболочених місцях зустрічаються осока несправжньосмикавцева, рогіз широколистий і папороті - орляк, листовик сколопендровий тощо. На стовбурах і гілках дерев поселяються численні епіфітні мохи і папороть багатоніжка. У лісах з вільхи бородатої в трав'яному покриві переважає Matteuccia.

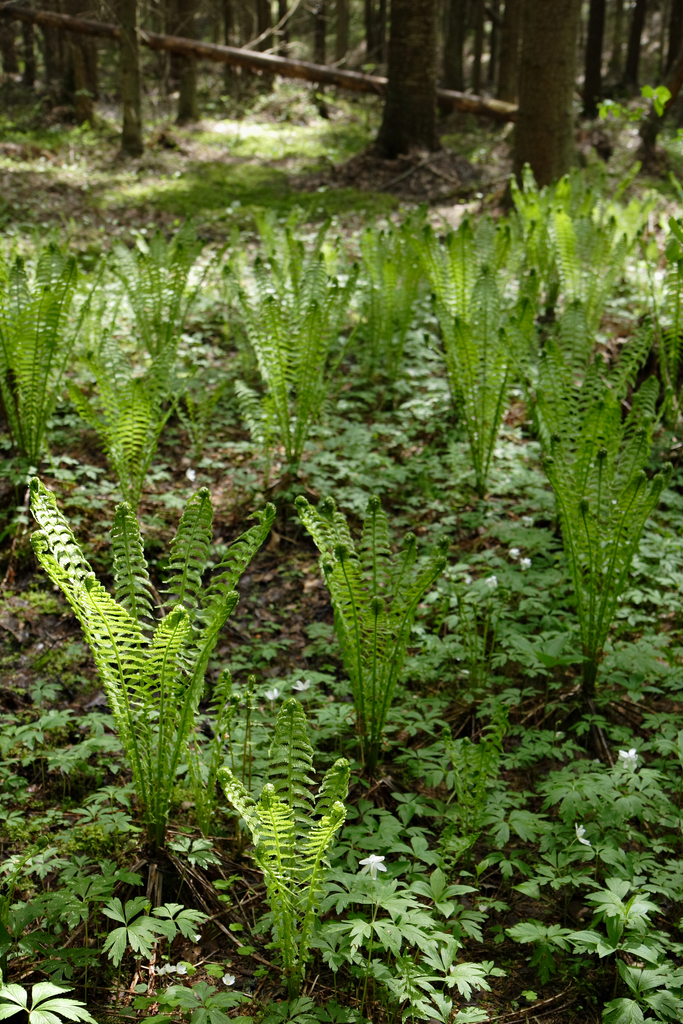
Matteuccia та анемона дібровна у листяному лісі

У карпатських букових лісах крім звичайних для листяних лісів трав - яглиці, підмаренника, Mercuriális, копитиці - зустрічаються рослини, властиві темнохвойним лісах, наприклад, квасениця. У букових лісах Криму травостій утворено тонконогом дібровним, Sanicula, підмаренником, Mercuriális і іншими тіньолюбними травами, з ефемероїдів характерна Dentaria quinquefolia. У трав'яному покриві кавказьких букових лісів можна зустріти підмаренник, Mercuriális, тонконіг лісовий, Paris, Festuca drymeja, купину багатоквіткову і папороті: безщитник жіночий, щитовник чоловічий і Matteuccia. З ефемероїдів особливо багато зірочки, пролісків, жерух, ведмежої цибулі, цикламенів.
У гірських дібровах переважають куничник наземний, Brachypodium sylvaticum, куцоніжка пірчаста, підмаренник запашний, материнка, буквиця лікарська, Psoralea bituminosa, звіробій, перестріч, Dorycnium тощо.
У вторинних лісах з пухнастої берези ґрунт покритий зеленим мохом, тут зберігаються багато рослин, характерні для ялинових і соснових лісів і поселяються лучні трави. У смузі південної тайги у вторинних березових лісах у трав'яному покриві зустрічаються види, характерні для дібров: зеленчук жовтий, медунка темна, осока волосиста, чина весняна тощо, мохів тут набагато менше. На місці липових і дубових лісів зазвичай виникають березняки з яглицею. Для зони широколистяних лісів характерні вторинні осикові ліси з яглицею і осокою волосистою.
У північній частині західносибірських березових лісів переважають куничник наземний і тростинний, снить, костяниця, вороняче око. Багато березово-осикові ліси вододілів заболочені, в них удосталь росте осока дерністий.
Для трав'яних чагарників кам'яної берези характерні Angelica ursina, Heracleum dissectum, жовтозілля пальмоподібне, Filipendula camschatica. У найзволоженіших місцях переважають Filipendula camschatica і різні види хвощів. У горах Сіхоте-Аліня для гаїв кам'яної береза звичайний бадан товстолистий.
У широколистяних лісах Далекого Сходу серед трав переважають самобутні види, лише деякі трав'янисті рослини зустрічаються як в європейських, так і в далекосхідних лісах: папороті Matteuccia, щитник чоловічий тощо, костриця велетенська, підмаренник запашний, печіночниця. Трав'янистий покрив багатий і різноманітний, тут ростуть осоки, полину, Adenophora, Atractylodes, Dictamnus, Iris uniflora, Melampyrum, віка, Spodiopogon, конвалія тощо.

#### Гриби

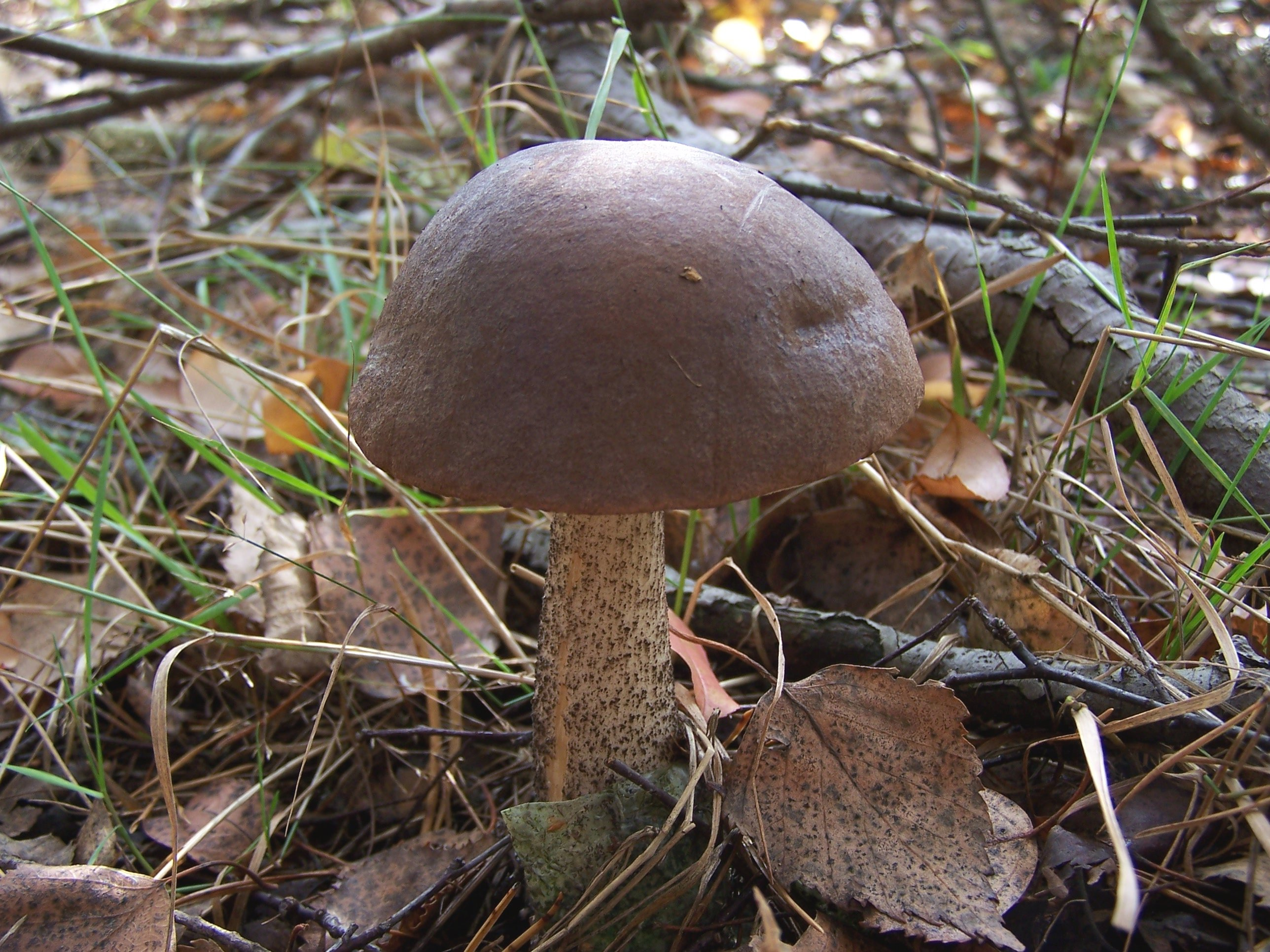
Підберезовик у листяному лісі, Польща

До листяних лісів приурочені гриби з класу ґрунтових сапротрофов, підгрупи лісові ґрунтові сапротрофи, що мешкають на опаде і на ґрунті в лісі. Гриби-сапротрофи поселяються на мертвій деревині дерев і руйнують її, при цьому на поверхні стовбурів вони утворюють багаторічні плодові тіла. На мертвих березах особливо часто зустрічаються сірі, багаторічні, цирлоподібні плодові тіла трутовика справжнього і білі пробкові однорічні плодові тіла Fomitopsis betulina. Дуже широко поширена Daedalea quercina, що росте на пнях і відмерлих стовбурах широколистяних порід (дуба, бука, каштана). Але найчисленніші у листяному лісі мікоризні гриби, що утворюють мікоризи на коренях листяних дерев. Ґрунт в лісі, особливо поблизу коріння дерев, пронизано грибницею мікоризних грибів, а на поверхні з'являються численні плодові тіла цих грибів: це підберезник, підосиковики, сироїжки тощо. Якщо підосиковик вступає у симбіотичні відносини з багатьма видами листяних дерев (осика, тополя, верба, дуб, бук, граб, береза), то підберезник тільки з березою. Їстівні гриби роду Melanogaster з напівпідземними плодовими тілами утворюють мікоризу переважно з коренями листяних дерев. Melanogaster ambiguus особливо часто зустрічається в дубових і грабових лісах. Scleroderma verrucosum вступає в симбіоз тільки з деревами широколистяних порід. Чорний трюфель росте в лісах разом з дубом, буком, грабом в основному на півдні Франції, білий трюфель, що росте на території колишнього СРСР , росте в листяних лісах з березою, тополею, ільмом, липою, вербою, горобиною, глодом.

### Фауна

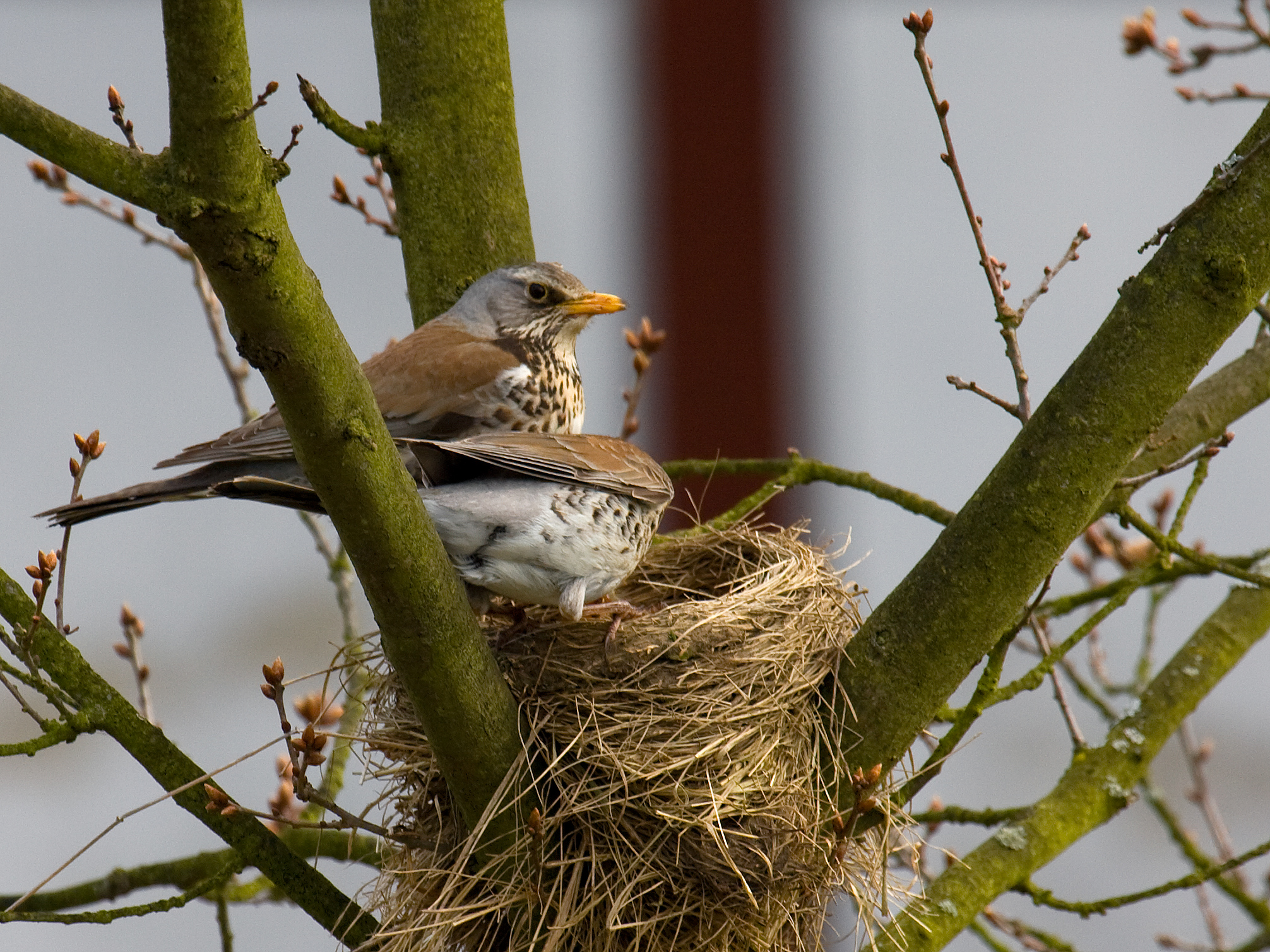
Пара чикотнів у гнезді

Фауні листяних лісів властива сезонність, це пов'язано з сезонними змінами клімату і з тим, що взимку ліс, позбавлений листя, не забезпечує надійне укриття лісовим мешканцям. У листяному лісі живуть в основному перелітні птахи, також характерні види птахів, що живуть у дуплах і кронах дерев. Багато птахів листяного лісу радують нас своїм співом, улюбленим місцем життя знаменитих своїм співом солов'їв (соловейко східний та соловейко західний) є листяні ліси Європи. Дрозд чикотень і чечітка звичайна люблять селитися у березових лісах. Мала мухоловка зустрічається виключно у букових лісах Німеччини. Європейські листяні ліси служать улюбленим місцем життя для тинівка лісова, синиця блакитна і синиця біла, костогриз. Такі перелітні птахи, як іволги і солов'ї, прилітають з півдня найостаннішими, коли покриті листям дерева надають достатній захист їх гнізд. Березові гаї є улюбленим місцем життя залишається на зимівлю в лісах тетерук, важливим об'єктом промислу, який взимку харчується бруньками, а навесні сережками берези та вільхи.
З ссавців широколистяим лісам віддає перевагу благородний олень, він зустрічається на півдні Сибіру, Далекому Сході, Кавказі, по всій Західній Європі, в Південній Скандинавії, в Північній Америці та інших місцях, вважаючи за краще розріджені ділянки лісу з густим підліском. Світлих лісів з добре розвиненими підліском і підростом дотримується і косуля, вона живиться рослинною їжею, в тому числі листям листяних дерев.

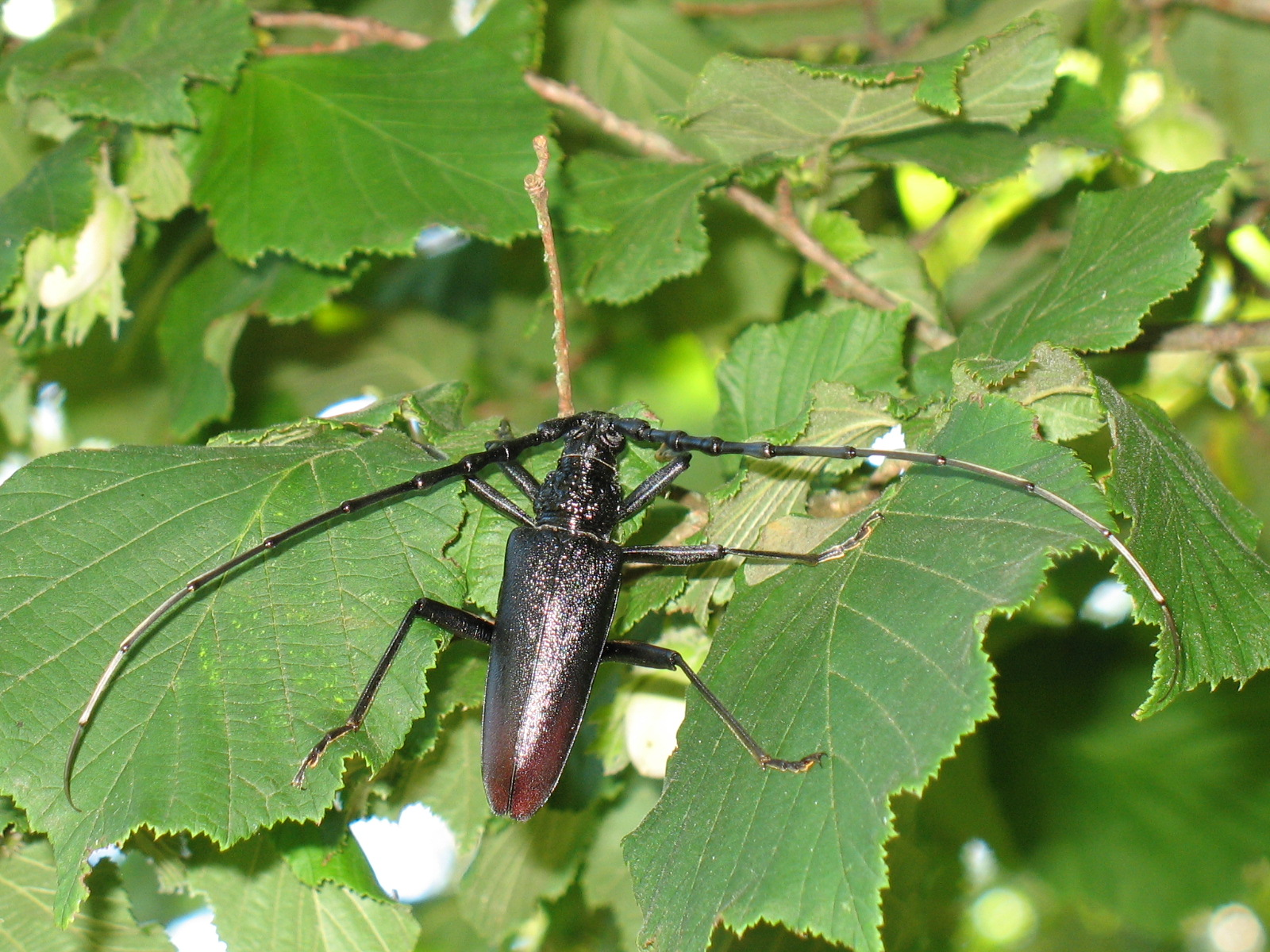
Cerambyx cerdo на гілці липи

У лісовому ґрунті живе безліч комах, серед них пов'язані з кореневою системою рослин (личинки жуків довгоносиків, златок), мешканці розкладаються органічних залишків (личинки жуків бронзівок, багатьох мух), а також різні хижі комахи, наприклад, жужелиці. У лісовій підстилці мешкають комахи-стратобіонти, іншу екологічну нішу займають комахи-хортобіонти - мешканці трав'яного покриву, тамнобіонти - мешканці чагарників і дендробіонти - мешканці дерев. Серед мешканців трав'янистих рослин зустрічаються як комахи, що тримаються на поверхні рослин і харчуються цими рослинами або іншими комахами; так і мешканці товщі листя, стебел, бутонів, плодів, що викликають розростання тканин рослин - галів. Усередині стовбура і гілок дерев живуть личинки жуків-короїдів і жуків-заболонників, а також жуки-вусачі і личинки жуків златок. Свої мешканці знаходяться і у відмерлої деревини - комахи-ксілобіонти: деякі жуки, мурахи, бджоли. У кронах дерев листяного лісу живуть листогризучі форми комах: жуки-листоїди і їх личинки, гусениці метеликів тощо. Лялькування ж листогризучих комах відбувається під лусочками на стовбурах дерев, або в ґрунті, або в рослинних рештках на її поверхні.
Листяні дерева можуть сильно постраждати від поїдання їх шкідливими листогризучими комахами, такими як яблунева міль, непарний шовкопряд, Apocheima cinerarius тощо. Але, крім шкоди, комахи надають і користь лісовим рослинам. Комахи сприяють розселенню рослин по території. Велике значення комах-запилювачів в житті рослин, при цьому створюються симбіотичні відносини між ними.